# ۵۰۴ (خورشیدی)
۵۰۴ پانصد و چهارمین سال هجری خورشیدی است.